# Lista de xás do Império Parta
Esta é uma lista dos xás do Império Parta (247 a.C.–228 d.C.).
| Nome de trono                        | Nome de trono   | Nome original          | Retrato | Título                                                                                      | Nascimento - morte | Início do reinadoD | Fim do reinado | Relações familiares                                                                      | Obs.                                                 |
| ------------------------------------ | --------------- | ---------------------- | ------- | ------------------------------------------------------------------------------------------- | ------------------ | ------------------ | -------------- | ---------------------------------------------------------------------------------------- | ---------------------------------------------------- |
| Dinastia arsácida, 247 a.C.–228 d.C. |                 |                        |         |                                                                                             |                    |                    |                |                                                                                          |                                                      |
| 1                                    | Ársaces I       | Tirídates I ou Ársaces |         | Rei, Karen, Autocrator                                                                      | ? - 211 a.C.       | 247 a.C.           | 211 a.C.       | Descendente de Ársaces, filho de Friapácio, que provavelmente era filho de Artaxerxes II |                                                      |
| 2                                    | Ársaces II      | Ársaces                |         |                                                                                             | ? - 185 a.C.       | 211 a.C.           | 185 a.C.       | Filho de Ársaces I                                                                       |                                                      |
| 3                                    | Ársaces III     | Friapácio              |         |                                                                                             | ? - 170 a.C.       | 185 a.C.           | 170 a.C.       | Neto de Tirídates I                                                                      |                                                      |
| 4                                    | Ársaces IV      | Fraates I              |         |                                                                                             | ? - 167 a.C.       | 170 a.C.           | 167 a.C.       | Filho de Friapácio                                                                       |                                                      |
| 5                                    | Ársaces V       | Mitrídates I           |         | Grande Rei, Teos, Teopátor, Dileleno                                                        | ? - 132 a.C.       | 167 a.C.           | 132 a.C.       | Filho de Friapácio                                                                       |                                                      |
| 6                                    | Ársaces VI      | Fraates II             |         | Grande Rei, Filopátor, Teopátor, Nicéforo                                                   | ? - 127 a.C.       | 132 a.C.           | 127 a.C.       | Filho de Mitrídates I                                                                    | Morto em combate contra os citas.                    |
| 7                                    | Ársaces VII     | Artabano I             |         | Rei                                                                                         | ? - 126 a.C.       | 127 a.C.           | 126 a.C.       | Filho de Friapácio                                                                       | Morto em combate contra os tocários.                 |
| 8                                    | Ársaces VIII    | Vologases (I)          |         | Grande Rei, Teopátor, Filadelfo, Fileleno, Epifânio                                         | ? - 122 a.C.       | 126 a.C.           | 122 a.C.       | Filho de Friapácio                                                                       | Foi o primeiro rei arsácida da Média, Arrã e Ibéria. |
| 9                                    | Ársaces IX      | Artabano (II)          |         | Grande Rei, Rei dos Reis, Epifânio, Fileleno                                                | ? - 121 a.C.       | 122 a.C.           | 121 a.C.       | Filho de Artabano I                                                                      | Morto em combate contra os medos.                    |
| 10                                   | Ársaces X       | Mitrídates II          |         | Grande Rei, Grande Rei dos Reis, Epifânio, Sóter                                            | ? - 91 a.C.        | 121 a.C.           | 91 a.C.        | Filho de Artabano I                                                                      |                                                      |
| 11                                   | Ársaces XI      | Gotarzes I             |         | Grande Rei, Epifânio, Fileleno, Evérgeta, Autocrator                                        | ? - 87 a.C.        | 91 a.C.            | 87 a.C.        | Filho de Mitrídates II                                                                   |                                                      |
| 12                                   | Ársaces XII     | Artabano (III)         |         | Grande Rei, Teopátor, Nicator                                                               | ? - 77? a.C.       | 91 a.C.            | 77? a.C.       | Filho de Vologases (I)                                                                   |                                                      |
| 13                                   | Ársaces XIII    | Mitrídates III         |         | Grande Rei, Grande Rei dos Reis, Diceu, Evérgeta, Fileleno, Autocrator, Filópator, Epifânio | ? - 67 a.C.        | 88 a.C.            | 67 a.C.        | Filho de Mitrídates II                                                                   |                                                      |
| 14                                   | Ársaces XIV     | Orodes I               |         | Grande Rei, Evérgeta, Epifânio, Fileleno                                                    | ? - 75 a.C.        | 80 a.C.            | 75 a.C.        | Filho de Mitrídates II                                                                   |                                                      |
| 15                                   | Ársaces XV      | Sanatruces I           |         | Grande Rei, Teopátor, Evérgeta, Epifânio, Fileleno                                          | 157 a.C. - 70 a.C. | 77 a.C.            | 70 a.C.        | Filho de Vologases (I)                                                                   |                                                      |
| 16                                   | Ársaces XVI     | ?                      |         | Grande Rei, Teopátor, Evérgeta, Epifânio, Fileleno, Eusébio                                 | ? - 66 a.C.        | 77 a.C.            | 66 a.C.        | ?                                                                                        |                                                      |
| 17                                   | Ársaces XVII    | Fraates III            |         | Grande Rei, Teos, Evérgeta, Epifânio, Fileleno                                              | ? - 57 a.C.        | 70 a.C.            | 57 a.C.        | Filho de Sanatruces I                                                                    | Morto por Orodes II                                  |
| 18                                   | Ársaces XVIII   | ?                      |         | Grande Rei, Filópator, Evérgeta, Epifânio, Fileleno                                         | ? - 63 a.C.        | 66 a.C.            | 63 a.C.        | Filho de Ársaces XVI                                                                     |                                                      |
| 19                                   | Ársaces XIX     | Mitrídates IV          |         | Grande Rei, Grande Rei dos Reis, Diceu, Epifânio, Teos, Eupátor, Teopátor, Fileleno         | ? - 54 a.C.        | 65 a.C.            | 54 a.C.        | Filho de Fraates III                                                                     | Morto por Orodes II                                  |
| 20                                   | Ársaces XX      | Orodes II              |         | Rei dos Reis, Filópator, Eupátor, Evérgeta, Diceu, Epifânio, Fileleno, Ctista               | ? - 38 a.C.        | 57 a.C.            | 38 a.C.        | Filho de Fraates III                                                                     | Morto por Fraates IV                                 |
| 21                                   | Ársaces XXI     | Pácoro I               |         | Rei dos Reis, Evérgeta, Diceu, Epifânio, Fileleno                                           | ? - 38 a.C.        | 50 a.C.            | 38 a.C.        | Filho de Orodes II                                                                       | Morto em combate contra os romanos.                  |
| 22                                   | Ársaces XXII    | Fraates IV             |         | Rei dos Reis, Evérgeta, Diceu, Epifânio, Fileleno                                           | ? - 2 a.C.         | 38                 | 2 a.C.         | Filho de Orodes II                                                                       | Morto por Musa                                       |
| 23                                   | Ársaces XXIII   | Tirídates II           |         | Rei dos Reis, Evérgeta, Diceu, Epifânio, Fileleno, Autocrator, Filorromeu                   | ? - after 23 a.C.  | 30 a.C.            | 25 a.C.        | Provável descendente de Mitrídates (III)                                                 | Deposto, refugiou-se em Roma.                        |
| 24                                   | Ársaces XXIV    | Mitrídates (V)         |         | ?                                                                                           | ? - ? a.C.         | 12 a.C.            | 9 a.C.         | Provável descendente de Mitrídates (III)                                                 |                                                      |
|                                      | Musa            | Musa                   |         | Rainha das Rainhas, Thea, Urania                                                            | ?- 4? d.C.         | 2 a.C.             | 4 d.C.         | Rainha de Fraates IV                                                                     |                                                      |
| 25                                   | Ársaces XXV     | Fraates V              |         | Rei dos Reis, Evérgeta, Diceu, Epifânio, Fileleno                                           | ?- 4 d.C.          | 2 a.C.             | 4 d.C.         | Filho de Fraates IV & Musa                                                               | Deposto, refugiou-se em Roma.                        |
| 26                                   | Ársaces XXVI    | Orodes III             |         | Rei dos Reis, Evérgeta, Diceu, Epifânio, Fileleno                                           | ? - 6              | 4                  | 6              | Provável descendente de Mitrídates (III)                                                 | Morto por aristocratas partas.                       |
| 27                                   | Ársaces XXVII   | Vonones I              |         | Grande Rei, Rei dos Reis, Evérgeta, Diceu, Epifânio, Fileleno, Nicéforo                     | ? - 19             | 8                  | 12             | Filho de Fraates IV                                                                      | Deposto, refugiou-se em Roma, onde foi assassinado.  |
| 28                                   | Ársaces XXVIII  | Artabano II (ou IV)    |         | Rei dos Reis, Evérgeta, Diceu, Epifânio, Fileleno                                           | ? - 40             | 10                 | 40             | Provável descendente de Mitrídates (III)                                                 |                                                      |
| 29                                   | Ársaces XXIX    | Tirídates III          |         | ?                                                                                           | ? - ?              | 35                 | 36             | Provável descendente de Tirídates II                                                     | Deposto, refugiou-se em Roma.                        |
| 30                                   | Ársaces XXX     | Cínamo                 |         | ?                                                                                           | ? - ?              | 37                 | 37             | Filho de Artabano II (ou IV)                                                             | Abdicou                                              |
| 31                                   | Ársaces XXXI    | Gotarzes II            |         | Rei dos Reis, Evérgeta, Diceu, Epifânio, Fileleno                                           | 11 - 51            | 40 –               | 51             | Filho de Artabano II (ou IV)                                                             |                                                      |
| 32                                   | Ársaces XXXII   | Vardanes I             |         | Rei dos Reis, Evérgeta, Diceu, Epifânio, Fileleno                                           | ? - 46             | 40                 | 46             | Filho de Artabano II (ou IV)                                                             | Morto por Gotarzes II                                |
| 33                                   | Ársaces XXXIII  | Vonones II             |         | Rei dos Reis, Evérgeta, Diceu, Epifânio, Fileleno                                           | ? - 51             | c. 45              | 51             | Filho de Artabano II (ou IV)                                                             |                                                      |
| 34                                   | Ársaces XXXIV   | Mitrídates (VI)        |         | ?                                                                                           | ? - ?              | 49                 | 50             | Filho de Vonones I                                                                       | Deposto e mutilado por Gotarzes II                   |
| 35                                   | Ársaces XXXV    | Vologases I (ou II)    |         | Rei dos Reis, Evérgeta, Diceu, Epifânio, Fileleno, O Senhor                                 | ? - 77             | 51                 | 77             | Filho de Vonones II                                                                      |                                                      |
| 36                                   | Ársaces XXXVI   | Vardanes II            |         | Rei dos Reis, Evérgeta, Diceu, Epifânio, Fileleno                                           | ? - ?              | 55                 | 58             | Filho de Vologases I (ou II)                                                             | Deposto                                              |
| 37                                   | Ársaces XXXVII  | Vologases II (ou III)  |         | Rei dos Reis, Diceu, Epifânio, Fileleno                                                     | ? - ?              | 77                 | 89/90          | Provável filho de Vologases I (ou II)                                                    |                                                      |
| 38                                   | Ársaces XXXVIII | Pácoro II              |         | Rei dos Reis, Diceu, Epifânio, Fileleno                                                     | ? - 115            | 77                 | 115            | Provável filho de Vologases I (ou II)                                                    |                                                      |
| 39                                   | Ársaces XXXIX   | Artabano III (ou V)    |         | Rei dos Reis, Diceu, Epifânio, Fileleno                                                     | ? - ?              | 80                 | 81             | Provável filho de Vologases I (ou II)                                                    |                                                      |
| 40                                   | Ársaces XL      | Osroes I               |         | Rei dos Reis, Evérgeta, Diceu, Epifânio, Fileleno                                           | ? - 130            | 89/90              | 130            | Provável filho de Vologases II (ou III)                                                  |                                                      |
| 41                                   | Ársaces XLI     | Vologases III (ou IV)  |         | Rei dos Reis, Diceu, Epifânio, Fileleno                                                     | ? - 148            | 105                | 148            | ?                                                                                        |                                                      |
| 42                                   | Ársaces XLII    | Mitrídates V           |         | Rei dos Reis, Diceu, Epifânio, Fileleno                                                     | ? - c. 145         | 115                | c. 145         | Irmão de Osroes I                                                                        | Morto em combate contra os romanos.                  |
| 43                                   | Ársaces XLIII   | Partamaspates          |         | Rei dos Reis, Evérgeta, Diceu, Epifânio, Fileleno                                           | ? - após 123       | 116                | 117            | Filho de Osroes I                                                                        | Deposto, refugiou-se em Roma.                        |
| 44                                   | Ársaces XLIV    | Sanatruces II          |         | Rei dos Reis, Diceu, Epifânio, Fileleno                                                     | ? - c. 145         | c. 145             | c. 145         | Filho de Mitrídates V                                                                    | Morto em combate contra os romanos.                  |
| 45                                   | Ársaces XLV     | Vologases IV (ou V)    |         | Rei dos Reis, Diceu, Epifânio, Fileleno                                                     | ? - 191            | 148                | 191            | Filho de Mitrídates V                                                                    |                                                      |
| 46                                   | Ársaces XLVI    | Vologases V (ou VI)    |         | Rei dos Reis, Diceu, Epifânio, Fileleno                                                     | ? - 208            | 191                | 208            | Filho de Vologases IV (ou V)                                                             |                                                      |
| 47                                   | Ársaces XLVII   | Osroes II              |         | Rei dos Reis, Diceu, Epifânio, Fileleno                                                     | ? - ?              | c. 190             | c. 195         | Provável filho de Vologases IV (ou V)                                                    |                                                      |
| 48                                   | Ársaces XLVIII  | Vologases VI (ou VII)  |         | Rei dos Reis, Diceu, Epifânio, Fileleno                                                     | 181 - 228          | 208                | 228            | Filho de Vologases V (ou VI)                                                             | Morto por Artaxer I                                  |
| 49                                   | Ársaces XLIX    | Artabano IV (ou VI)    |         | Rei dos Reis, Diceu, Epifânio, Fileleno                                                     | ? - 226            | 213                | 226            | Filho de Vologases V (ou VI)                                                             | Morto por Artaxer I                                  |
| 50                                   | Ársaces L       | Tirídates IV           |         | Rei dos Reis, Diceu, Epifânio, Fileleno                                                     | ? - ?              | 217                | 222            | Filho de Vologases IV (ou V)                                                             | Também rei da Armênia.                               |

Existem algumas cronologias antigas que trazem uma lista diferente. Duas delas estão expostas abaixo:
| Tabela cronológica dos reis arsácidas da Pártia |                                                           |                   |                                |
| Nova cronologia                                 | Nova cronologia                                           | Antiga cronologia | Antiga cronologia              |
| 247 a.C.                                        | Início da era arsácida; Andrágoras autônomo, como sátrapa | c. 250 a.C.       | Ársaces I da Pártia            |
| 246 a.C.                                        | Ársaces I da Pártia lidera revolta na Pártia              | c. 248 a.C.       | Tirídates I da Pártia          |
| 238 a.C.                                        | Ársaces I da Pártia em controle da Pártia                 |                   |                                |
| 217 or 214 a.C.                                 | Ársaces II da Pártia                                      | 211 a.C.          | Artabano I                     |
| c. 191 a.C.                                     | Friapácio da Pártia                                       | c. 191 a.C.       | Friapácio da Pártia            |
| c. 176 a.C.                                     | Fraates I                                                 | c. 176 a.C.       | Fraates I                      |
| c. 171 a.C.                                     | Mitrídates I                                              | c. 171 a.C.       | Mitrídates I                   |
| c. 139/138 a.C.                                 | Fraates II                                                | c. 138/137 a.C.   | Fraates II                     |
| c. 127 a.C.                                     | Artabano I                                                | c. 128 a.C.       | Artabano II                    |
| c. 124/123 a.C.                                 | Mitrídates II                                             | c. 123 a.C.       | Mitrídates II                  |
| c. 90 a.C.                                      | Gotarzes I; Orodes I                                      | c. 91 a.C.        | Gotarzes I                     |
|                                                 |                                                           | c. 80 a.C.        | Orodes I                       |
| 78/77 a.C.                                      | Sanatruces da Pártia                                      | 76/77 a.C.        | Sanatruces da Pártia           |
| 71/70 a.C.                                      | Fraates III                                               | 58/57 a.C.        | Mitrídates IV                  |
| 58/57 a.C.                                      | Orodes II                                                 | c. 57 a.C.        | Orodes II                      |
| Antes de 53 a.C.                                | Mitrídates IV (cunhou moedas em Selêucia)                 |                   |                                |
| c. 40 a.C.                                      | Fraates IV                                                | c. 40 a.C.        | Fraates IV                     |
| c. 39 a.C.                                      | Morte de Pácoro I                                         | 38 a.C.           | Morte de Pácoro I              |
| 32-30 a.C.                                      | Invasão de Tirídates I                                    | 30-25 a.C.        | Tirídates II da Pártia         |
| 27/26 a.C.                                      | Tirídates I cunha moedas em Selêucia do Tigre             |                   |                                |
| 3/2 a.C.                                        | Fraates V                                                 | 3/2 a.C.          | Fraates V                      |
| 5/6                                             | Orodes III                                                | 4                 | Orodes III                     |
| 8/9                                             | Vonones I                                                 | 7/8               | Vonones I                      |
| 10/11                                           | Artabano II                                               | 12                | Artabano II                    |
| 36                                              | Tirídates II da Pártia                                    | 36                | Tirídates III da Pártia        |
| 37                                              | Cínamo                                                    | 37                | Cínamo                         |
| 39-45                                           | Vardanes I                                                | 38                | Gotarzes II                    |
| 43/44-50/51                                     | Gotarzes II                                               | 39-47/48          | Vardanes I                     |
| 50/51-76/77                                     | Vologases I                                               | c. 51             | Vonones II                     |
| 55                                              | Vardanes II                                               | 51/52-79/80       | Vologases I                    |
| 77/78-78/79                                     | Vologases II                                              |                   |                                |
| 77/78-86/87                                     | Pácoro II                                                 | 78-115/116        | Pácoro II                      |
| 79/80-80/81                                     | Artabano III                                              | 80-81             | Artabano IV                    |
| 92/93-95/96                                     | Pácoro II                                                 |                   |                                |
| 104/105-107/108                                 | Vologases III                                             | 105/106-147       | Vologases II                   |
| 108/109-127/128                                 | Osroes I; Partamaspates em 117                            | 109/110-128/129   | Osroes I; Partamaspates em 117 |
| 111/112-146/147                                 | Vologases III                                             |                   |                                |
| c. 130-147                                      | Mitrídates V                                              | 128/129-147?      | Mitrídates V                   |
| 147/148-190/191                                 | Vologases IV                                              | 148-192           | Vologases III                  |
| 190/191-207/208                                 | Vologases V                                               | 191-207/208       | Vologases IV                   |
| 207/208-221/222                                 | Vologases VI                                              | 207/208-222/223   | Vologases V                    |
| c. 213 - c. 224                                 | Artabano IV                                               | c. 213 - c. 224   | Artabano V da Pártia           |